# Mario Cornejo
Mario Renato Cornejo Radavero (* 19. Oktober 1927 in Lima; † 22. November 2015 in Rouen) war ein römisch-katholischer Titularbischof und späterer Bischof in der altritualistischen „Pfarrei ohne Grenzen“ Église Sainte Marie (alias: Église vieille-catholique romaine bzw. Église apostolique de France).

## Leben
Mario Cornejo war Doktor des kanonischen Rechts der Päpstlichen Lateran-Universität. Er wurde am 20. Dezember 1952 zum Priester geweiht und, im Alter von 33 Jahren, am 20. Februar 1961 zum Titularbischof von Sanavus sowie Weihbischof in Lima (Peru) ernannt. Die Weihe vollzog am 16. April 1961 sein Förderer, Juan Kardinal Lamdázuri-Ricketts, OFM, damals Erzbischof von Lima und Vorsitzender der Lateinamerikanischen Bischofskonferenz (CELAM).
Von Lima (Peru) flog Weihbischof Mario Renato Cornejo Radavero im Alter von 41 Jahren nach Argentinien. Gerüchte, Radavero wolle heiraten, dementierte Kardinal Juan Landázuri Ricketts. Der »L’Osservatore Romano« berichtete »mit tiefem Schmerz« von »seelischen Störungen« des Oberhirten. Cornejo legte in 1969 seine Ämter nieder und heiratete in Buenos Aires (kirchlich ungültig) die Tochter eines argentinischen Polizeioffiziers. Kardinal Landázuri Ricketts und Papst Paul VI. reagierten  öffentlich mit Bestürzung.
Nach Verlassen der römisch-katholischen Kirche schloss sich Cornejo 1970 in Frankreich der Église Sainte Marie an und weihte ihren Gründer, Maurice Cantor, zum Bischof. Seither wirkte er als Bischof in dieser autonomen katholischen kirchlichen Gemeinschaft.
1987 weihte er für diese Gemeinschaft drei weitere Bischöfe: Claude Ducrocq, Claude Roland Fleury und Bernard Cantor, Adoptivsohn des Maurice Cantor.